# POTLUCK (ラジオ番組)
『POTLUCK』（ポットラック）は、エフエム群馬（FMぐんま）で2019年4月1日から放送されている情報番組。

## 概要
持ち寄りパーティーの意味であるPOTLUCKのように、ゲストやリスナーの好きやオススメを持ち寄り、音楽や映画、本といったエンタメやカルチャーの話題を中心にお届けする番組。
2020年4月からは放送枠が1時間拡大した。
番組公式ハッシュタグは「#POTLUCK863」。
メッセージを送ったリスナーの中から抽選で1人に番組ステッカーをプレゼントしている。

## 放送時間
- 2020年4月1日 - 、エフエム群馬 毎週月曜 - 水曜 16:00 - 17:50[3]
- 2019年4月1日 - 2020年3月31日、エフエム群馬 毎週月曜 - 水曜 16:00 - 16:50[2]

## 番組コーナー
メッセージテーマ
月曜日から水曜日まで同じテーマでメッセージを募集する。
柴崎龍吾のうすい発!新発想塾
月曜日16時台のコーナー、うすい学園の卒業生に柴崎がインタビューする。
新條由芽 黄昏ミュージック
月曜日17時台のコーナー、群馬県出身の女優である新條由芽が歌謡曲の歌詞を朗読し、その世界観を紹介する。新條は2020年3月まで『サンセット5』のコーナー「シークレットアワー」を担当していたが番組終了に伴い、『POTLUCK』に移動となった。
今日のひとしな
月曜日、火曜日17時台のコーナー、エフエム群馬アナウンサーである大津瑛寛（月曜担当）、田中香（火曜担当）がオススメしたいものを紹介する。
エコライフカフェ
火曜日16時台のコーナー、環境カウンセラーの片亀光と食空間コーディネーターの篠崎峰二子がエコライフ術とライフアップ術を紹介する。
おでかけカレンダー
火曜日17時台のコーナー、群馬県内の展覧会、イベントといったお出かけ情報を伝える。
高校タイムズ
水曜17時台のコーナー、高校生のトレンドや部活を紹介する。

この他、ゲストを迎えることもある。